# Clube da Madrugada
O Clube da Madrugada foi um movimento artístico fundado por jovens intelectuais na cidade de Manaus, em 22 de novembro de 1954 .
Os ecos da Semana de Arte Moderna de 1922, apesar de terem chegado tardiamente a Manaus, contribuíram no sentido de que fosse escrita uma nova página na história da literatura amazonense.

## Fundadores
O poeta Jorge Tufic, um dos fundadores do Clube da Madrugada, influenciado pelo então em voga movimento da Poesia Concreta, criou a Poesia de Muro.
Outro poeta que integrou o movimento foi Joaquim Alencar e Silva, nascido no município de Fonte Boa, no Amazonas, no ano de 1930.
O poeta Luiz Bacellar escreveu Haikais que representam as experiências modernistas de vanguarda e a arte pós-modernista praticada por vários de seus integrantes.
Um dos mais ativos participantes do Clube era um eclesiástico, o pe. Luiz Ruas, autor de uma reunião de poemas, "Aparição do Clown", que mereceu elogiosos comentários do filólogo Raimundo Nonato Pinheiro (Pe. Nonato Pinheiro), membro da Academia Amazonense de Letras.
O contista Adrino Aragão, nascido em Manaus, em 1936, assinalou que o Clube da Madrugada nunca teve uma sede própria. As reuniões do Clube da Madrugada aconteceram ao abrigo da sombra de uma árvore imponente da Praça Heliodoro Balbi, no centro de Manaus, entre os prédios, de linhas neoclássicas, da Polícia e do Colégio Estadual.
O poeta Donaldo Mello escreveu o livro Bordado para iniciantes, em que revela a ligação da cidade de Manaus com a cidade de Brasília, onde afirma ter funcionado uma espécie de filial do movimento.
Outro intelectual de destaque no movimento foi Anthístenes de Oliveira Pinto, escritor e jornalista, que integrou o Clube da Madrugada, o Instituto Geográfico e Histórico do Amazonas, a União Brasileira de Escritores, do Amazonas e a Academia Amazonense de Letras.